# 李敬 (建文进士)
李敬，字仲寅，江西南昌府新建縣人，明朝政治人物、進士出身。

## 生平
建文元年，應天府鄉試第六十五名中舉。建文二年，會試第五十四名，殿試登庚辰科進士二甲第十五名，官至國子監博士。

## 家族
曾祖李應合，祖父李賢佐，父親李原哲。